# Вэй-лянская война
Вэй-лянская война (кит. 北魏灭北凉之战) — последняя война эпохи Шестнадцати варварских государств в Китае, происходившая с июня по сентябрь 439 года между государствами Северная Вэй и Северная Лян.

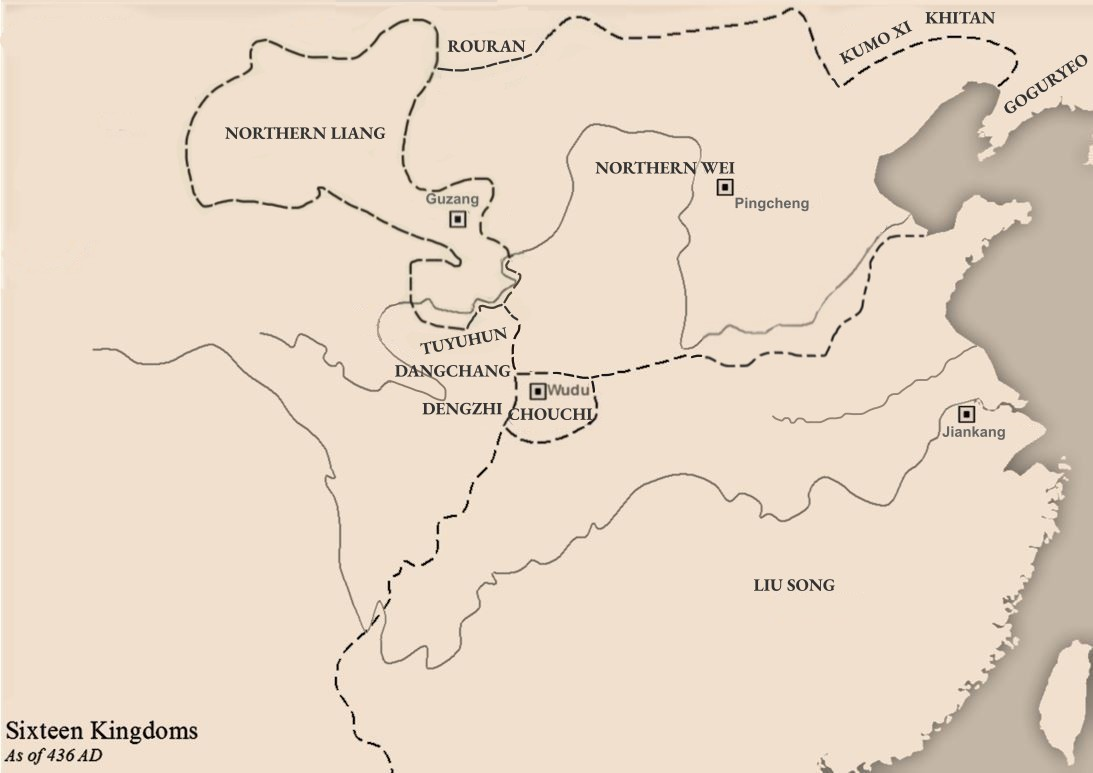
Северная Лян и Северная Вэй в 436 г.

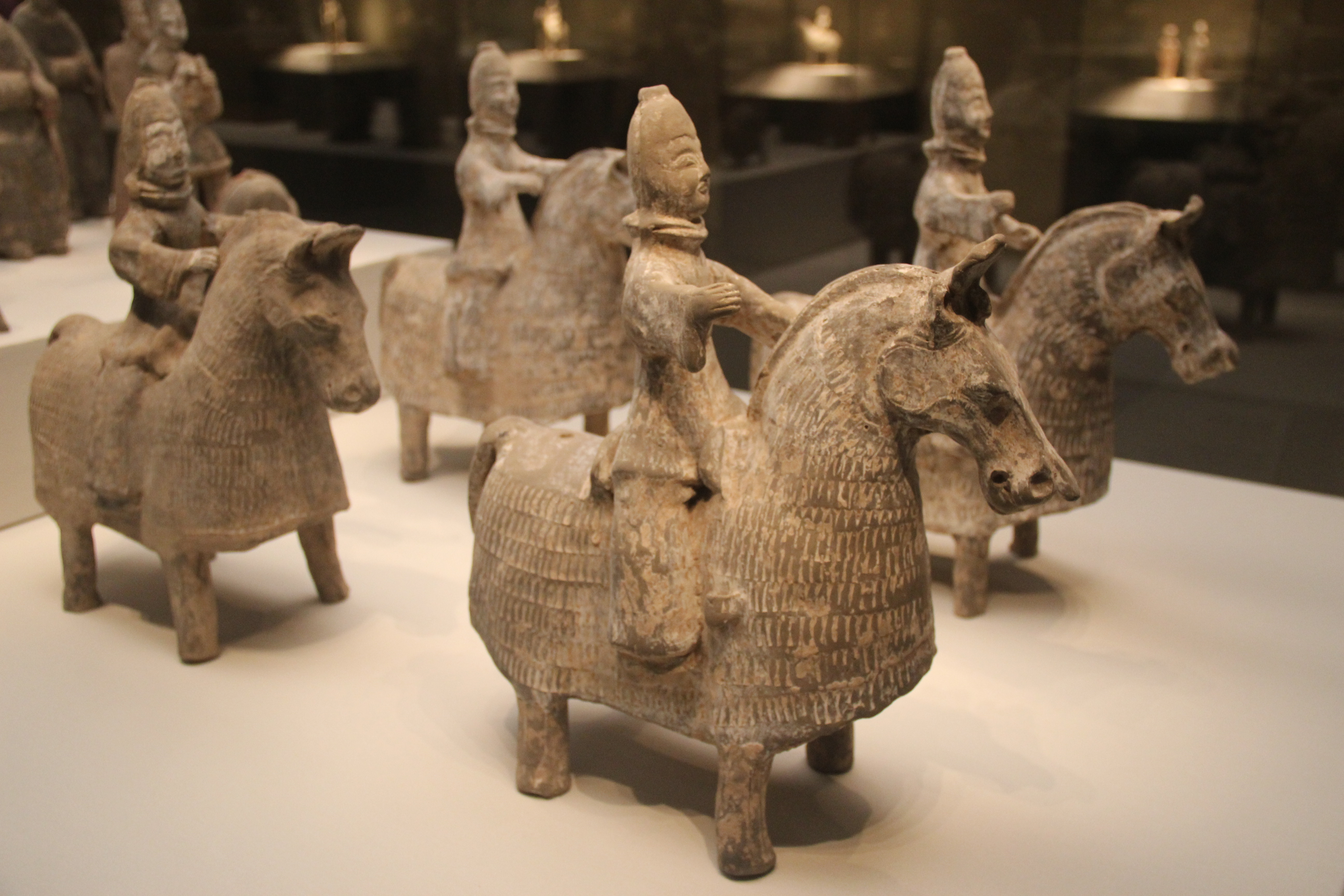
Глиняные фигурки кавалеристов Северной Вэй

## Причины войны
В 436 году, после того как император Тайу разгромил Северную Янь и захватил его территорию, он начал думать о завоевании Северной Лян. Тем не менее, в 437 году он выдал свою сестру, принцессу Увэй, замуж за Цзюцюй Муцзяня, правителя Ляна. В 439 году принцесса Увэй была отравлена, но была спасена врачами, присланными Тайу. Затем Тайу потребовал, чтобы Цзюцюй Муцзянь выдал одну из отравительниц, свою родственницу. Цзюцюй Муцзянь отказался. Обострившиеся отношения усугубились стремлением Цзюцюй Муцзяня найти поддержку и покровительство со стороны жужаней.

## Ход войны
Вэйский придворный совет обсудил ситуацию и решил напасть внезапно на Северную Лян. В то же время Тайу приказал министрам написать письмо, в котором обвинил Цзюйцюй Муцзяня, перечислив его якобы двенадцать преступлений. Разместив 20-тысячное войско в Мобэе (ныне территория к югу от пустыни Гоби на Монгольском нагорье) для защиты от жужаней, в июне император Тайу повёл свои войска из столицы страны Пинчэна (ныне район города Датун, провинция Шаньси) в поход. Вэйская армия пересекла Хуанхэ в Юньчжуне и в июле прибыла в город Шанцзюнь Шуго. Оставив там обоз, Тайу развернул войска и начал наступление по двум направлениям на столицу Северной Лян Гуцзан (совр. Увэй). 
Цзюйцюй Муцзянь попросил немедленной военной помощи от кагана жужаней Юйцзюлюя Ути, а сам заперся в Гуцзане и отказался сдаваться. Юйцзюлюй Ути предпринял неожиданное нападение на Пинчэн, но, несмотря на первоначальные успехи, ему не удалось захватить столицу Вэя. После почти двух месяцев осады племянник Цзюцюй Муцзяня Цзюцюй Ваньнянь, командовавший обороной Гуцзана, сдался войскам Северной Вэй. Цзюцюй Муцзянь связал себе руки в знак покорности и также сдался. В качестве почётного пленника он был отвезён в Пинчэн.

## Результаты
Впоследствии армия Вэй захватила Чжанъе, Леду, Цзюцюань и другие места и оставила там гарнизоны. Северная Лян, просуществовавшая тридцать девять лет, пала. Победой в этой войне династия Северная Вэй объединила северный Китай. Период Шестнадцати варварских государств, длившийся 135 лет, закончился. 